# The Hanson Brothers
The Hanson Brothers sind eine kanadische Punk-Band, ein Seitenprojekt von Rob und John Wright sowie Tom Holliston, allesamt Mitglieder der kanadischen Punk-Band Nomeansno.

## Geschichte
Ken Jensen von D.O.A. war ursprünglich Schlagzeuger der Hanson Brothers. Er starb während eines Hausbrandes 1995. Ken Kempster (Showbusiness Giants) trat seine Nachfolge an. Ernie Hawkins spielte zeitweise live Schlagzeug. Mike Branum von The Freak Accident wird nun für zukünftige Touren der Hanson Brothers am Schlagzeug eingesetzt werden.
Ihre Songs folgen dem Stil der Ramones und beziehen sich primär auf Bier, Eishockey und Frauen. Ursprünglich starteten die Hanson Brothers als ein spaßiges Seitenprojekt. Doch inzwischen wurden drei Alben veröffentlicht sowie einige Singles. Im September 2008 wurde das Livealbum It's a Living bei Southern Records veröffentlicht.

## Veröffentlichungen
- 1992: Brad (7")
- 1992: Gross Misconduct (LP)
- 1996: The Hockey Song (7")
- 1996: Sudden Death (LP)
- 2002: My Game (LP)
- 2003: Brad (EP)

Zudem wurden zahlreiche limitierte Editionen in Form von Singles und Kompilationen herausgegeben.